# Saint-Mesmin (Aube)
Saint-Mesmin – miejscowość i gmina we Francji, w regionie Grand Est, w departamencie Aube. Przez miejscowość przepływa Sekwana. 
Według danych na rok 1990 gminę zamieszkiwały 924 osoby, a gęstość zaludnienia wynosiła 57 osób/km².